# El Gordo de la Primitiva
Лотерея El Gordo de la Primitiva (дословный перевод — толстушка среди примитивных (лотерей), или просто толстушка), более известная как просто El Gordo, является одной из самых крупных испанских национальных лотерей (лотерей, входящих в сообщество Loterías y Apuestas del Estado).

## Правила игры
Каждый билет лотереи содержит 2 секции, в одной номера от 1 до 54, в другой от 0 до 9. Игрокам необходимо выбрать 5 номеров в первой секции и 1 (ключевой) номер во второй секции. Ключевой номер также известен как номер возвращения.
Билеты продаются с понедельника по субботу в более чем 11 тысячах торговых точек Испании по цене 1.50 евро за ставку.
Выбирая от 6 до 11 номеров в первой секции можно сделать несколько (до 462х) ставок одним билетом.

## Розыгрыш
Розыгрыши проходят по воскресеньям в 13:00 по местному времени.
5 номеров в диапазоне от 1 до 54 выбираются случайным образом, а затем также случайно выбирается ключевой номер в диапазоне от 0 до 9. Выигрывают билеты, выбранные номера по которым совпадают с выпавшей комбинацией. Самый крупный приз соответствует максимальному совпадению (5+1), приз второй категории дается за совпадение 5+0, третьей категории — за ;+1, и так далее до 2+0 соответственно. Всего призовых категорий — 8. Билеты, ключевые номера в которых совпадают с выпавшим ключевым номером, считаются билетами «с возвращенной стоимостью», так как выигрыш по ним равен их первоначальной цене.
Один билет может содержать более одной ставки, однако одна ставка не может выиграть более одного приза.

## Призы
45 % доходов от продажи билетов отходит государству. 10 % откладывается на возвраты покупок. 45 % распределяется между призовыми категориями (22 % — на первую призовую категорию и 33 % — на все остальные).
По всем категориям приз распределяется поровну между всеми победителями, угадавшими необходимое количество номеров.
Минимальный размер приза первой категории — 5 миллионов евро. Если в тираже не выявлено победителя в первой призовой категории, 50 % приза (11 % призового фонда) добавляется к минимальной сумме этого же приза в следующем тираже.
От суммы, предназначенной для остальных призов (33 % призового фонда), отнимается сумма выигрышей в категории 2+0, каждый победитель этой категории получает фиксированный приз в размере 3 евро. Оставшаяся сумма распределяется следующим образом:
- 33 % для второй категории (5+0)
- 6 % для третьей категории (4+1)
- 7 % для четвёртой категории (4+0)
- 8 % для пятой категории (3+1)
- 26 % для шестой категории (3+0)
- 20 % для седьмой категории (2+1)